# 프리즈만

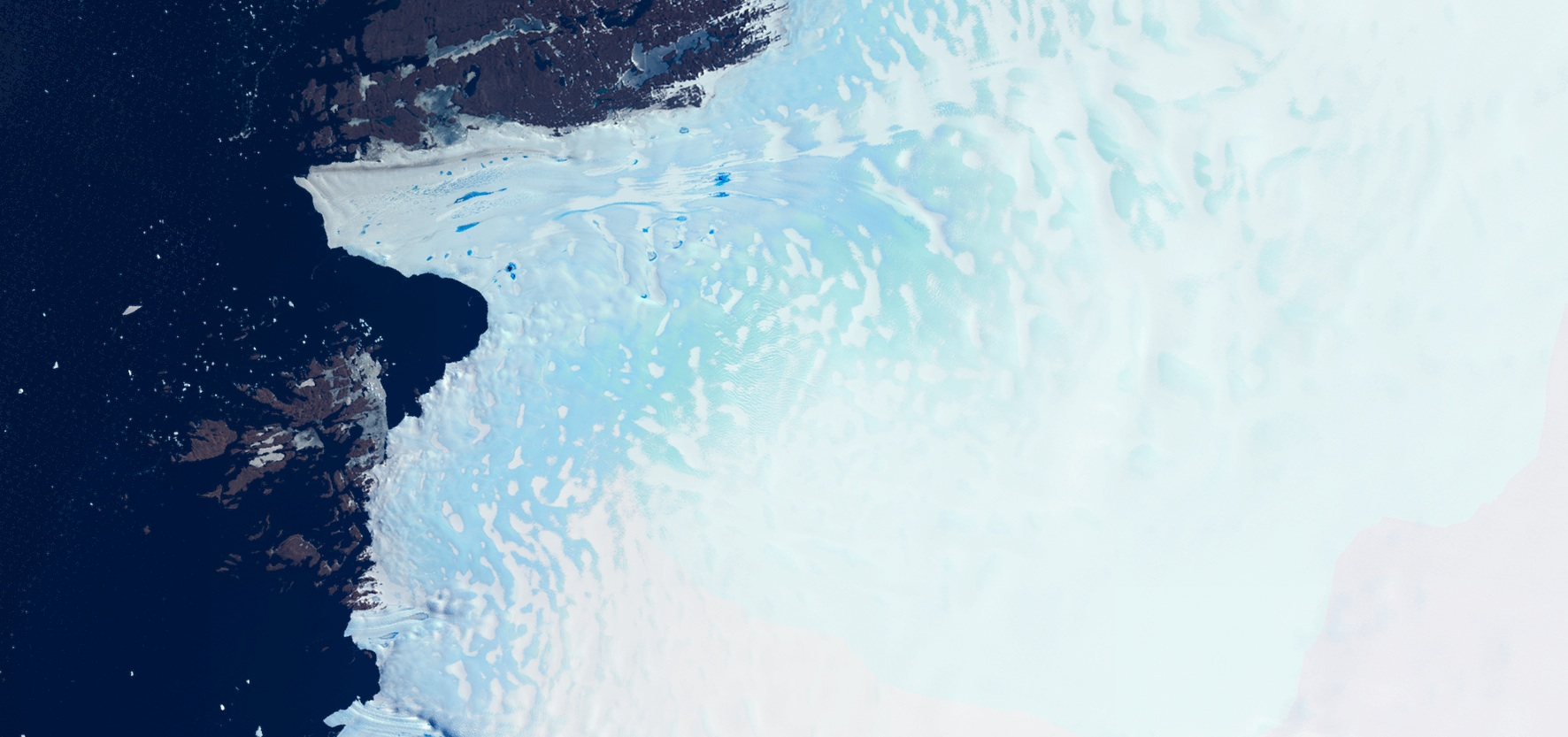

프리즈만 또는 프리즈 베이(Prydz Bay)는 라스 크리스텐슨 해안과 잉그리드 크리스텐슨 해안 사이에 있는 남극 대륙의 깊은 만이다. 이 만은 남극 동부 내부에서 시작된 거대한 빙하 배수 시스템의 하류 끝에 있다. 램버트 빙하는 램버트 그라벤에서 프리즈만 남서쪽에 있는 아메리 빙상(Amery Ice Shelf)으로 흐른다. 다른 주요 빙하는 남위 73°에 있는 아메리 빙상의 남쪽 끝으로 흘러들어간다. 이곳에서 시스템의 해양 부분은 현대 접지대에서 시작된다.
아메리 빙상은 램버트 빙하 접지 구역에서 북쪽으로 약 550km 뻗어 있으며 폭 80~200km 사이의 계곡을 차지하고 있다. 아메리 빙상 아래 바닥까지의 깊이는 자세히 알려져 있지 않지만 확실히 지나치게 깊어 접지 구역에 가까운 약 -2500m MSL에 도달한다. 아메리 빙상은 측면을 따라 누나탁이 노출된 고도 1500m, 전체 기복 높이가 3000m에 달하는 매우 넓은 U자형 계곡을 차지하고 있다.